# Contea di Wahkiakum
La contea di Wahkiakum (in inglese Wahkiakum County) è una contea dello Stato di Washington, negli Stati Uniti. La popolazione al censimento del 2000 era di 3 824 abitanti. Il capoluogo di contea è Cathlamet, l'unica town.

## Geografia
La contea si trova nel sud-est dello Stato, al confine con l'Oregon. Il fiume principale è il Columbia.

### Contee confinanti
- Contea di Lewis - nord-est
- Contea di Cowlitz - est
- Contea di Columbia (Oregon) - sud-est
- Contea di Clatsop (Oregon) - sud-ovest
- Contea di Pacific - nord-ovest

## Storia
La contea fu creata nel 1854. Il nome deriva da un villaggio di nativi Kathlamet, una tribù Chinook, sulla sponda nord del Columbia, che a sua volta deriva dal Capo Wakaiyakam.